# Sychesia naias
Sychesia naias là một loài bướm đêm thuộc phân họ Arctiinae, họ Erebidae.